# Topoisomerasi
Le topoisomerasi sono una categoria di enzimi appartenenti alla classe delle isomerasi che regolano il metabolismo del DNA, scoperti da James Wang e Martin Gellert. In particolare, le topoisomerasi determinano un aumento o una diminuzione del grado di superavvolgimento. Tali enzimi svolgono un ruolo fondamentale nell'impacchettamento e nella replicazione del DNA. Più in dettaglio, essi sono in grado di introdurre una rottura del singolo o del doppio filamento di DNA in modo temporaneo.

## Classificazione
Esistono due classi di topoisomerasi.
- Le topoisomerasi I (o DNA topoisomerasi propriamente dette, numero EC 5.99.1.2[1]) rompono transitoriamente una sola delle catene del DNA, la ruotano attorno a quella integra e infine riuniscono le estremità interrotte, modificando il numero di legame "Lk" (Linking Number) con incrementi positivi di 1. Dal momento che il DNA è superavvolto in senso destrogiro, un incremento positivo di Lk porta in effetti ad un rilassamento della doppia elica, un processo termodinamicamente favorevole. Il cambiamento del numero di legame topologico è di un'unità per volta.
- Le topoisomerasi II (DNA topoisomerasi idrolizzanti ATP, numero EC 5.99.1.3[2]), invece, rompono entrambe le catene di DNA e modificano Lk con incremento negativo di 2; dal momento che introduce un ulteriore stress topologico nella doppia elica, questa reazione necessita di energia, prodotta attraverso l'idrolisi di una molecola di ATP. Esse permettono di cambiare il numero di legami topologici di due unità per volta.

## Funzione
L'acido desossiribonucleico (DNA) è una molecola troppo complessa ed enormemente lunga per essere contenuta facilmente all'interno di un contenitore biologico come una cellula (nel caso dei procarioti) o un nucleo (negli eucarioti). La lunghezza del DNA del cromosoma di Escherichia coli, ad esempio, è di 1,8 mm, laddove la lunghezza di una tipica cellula dello stesso batterio è di soli 2 µm: più di 800 volte più piccola del proprio DNA.
Per raggiungere un grado di compattezza tale da poter impacchettare il DNA, salvaguardando l'accesso rapido all'informazione codificata al suo interno, le cellule possiedono l'apparato delle topoisomerasi, la cui funzione è appunto quella di introdurre superavvolgimenti nella superelica di DNA.
La topologia introduce una particolare grandezza, chiamata numero di legame Lk per quantificare il grado di superavvolgimento: Lk aumenta con superavvolgimenti positivi (destrogiri) e diminuisce con superavvolgimenti negativi (levogiri). Due molecole di DNA che differiscono tra loro soltanto per una variazione del numero di legame, sono definite topoisomeri.

## Formazione del nick per il passaggio dei filamenti
Affinché possa essere cambiato il numero di legame, le topoisomerasi promuovono il passaggio di un tratto di Dna attraverso il taglio creato. Pertanto sono indispensabili tre fasi: rottura della molecola, passaggio del filamento attraverso il taglio e risaldatura del DNA.
Inizialmente, l'enzima in questione si lega ad un tratto di DNA dove la doppia elica presenta una locale denaturazione. La separazione dei due filamenti è favorita dall'alta densità dei superavvolgimenti negativi della molecola. Uno dei due filamenti denaturati si lega ad un distretto dell'enzima che lo pone vicino alla tirosina. Ora è necessario che l'altro terminale del taglio sia tenuto saldamente dall'enzima. Dopo aver effettuato il taglio, la topoisomerasi è sottoposta ad un grande cambiamento strutturale che crea un'apertura all'interno del filamento tagliato. Il secondo filamento integro ora passa attraverso l'apertura e si lega ad un sito interno della proteina. A seguito del passaggio si ha la risaldatura del filamento con l'intervento di un OH sul legame fosfo-tirosina.

## Meccanismi d'azione esemplificativi

### Topoisomerasi I umana
Dall'analisi della struttura tridimensionale di molte topoisomerasi I è stato determinato il meccanismo della loro reazione. La topoisomerasi I umana è costituita da 4 domini, disposti intorno a una cavità centrale con diametro di 20 Å, dove è presente un residuo di tirosina (Tyr 723). La molecola di DNA si lega all'interno di questa cavità, dove il gruppo ossidrilico della tirosina forma un legame fosfodiestere con un gruppo fosforico di uno dei due filamenti di DNA. In seguito a questo taglio, il DNA è libero di ruotare attorno all'altra catena, con un movimento favorito dall'energia contenuta nello stesso superavvolgimento; l'enzima controlla la rotazione perché non avvenga troppo velocemente.
Al termine, il gruppo -OH libero sul DNA attacca il legame Tyr-fosfato, e richiude il filamento di DNA, lasciando la doppia catena libera di dissociarsi dall'enzima.

### Topoisomerasi II batterica
La topoisomerasi II di E. coli altera il numero di legame delle molecole di DNA circolare con un meccanismo insolito. Due regioni di una molecola di DNA vengono sovrapposte in una specifica configurazione nel complesso legato all'enzima, formando un nodo positivo; un nodo compensatorio (un incrocio in cui le catene si incrociano in maniera opposta) si forma spontaneamente nella molecola circolare per mantenere inalterato il numero di legame. La funzione dell'enzima è quella di spezzare entrambe le catene del segmento di DNA sul nodo positivo, far passare l'altro segmento attraverso l'interruzione, e riparare infine l'interruzione stessa. Il DNA circolare batterico contiene adesso due nodi negativi, con incremento negativo totale del numero di legame di 2.

## Topoisomerasi procariotiche ed eucariotiche
In E. coli (e in generale nei Gram - ) esistono almeno 4 diverse topoisomerasi, identificate con numeri romani da I a IV. Le topoisomerasi I e III sono di tipo I, mentre quelle II (detta anche DNA girasi ) e IV sono di tipo II. 
La DNA girasi (è la topoisomerasi 2 inibita principalmente nei Gram + tipo s. aureo) e la topoisomerasi 4 (è la topoisomerasi 2 inibita principalmente nei Gram - come E. coli )  , rappresentano il bersaglio di alcuni antibiotici, principalmente i chinoloni . 
Un altro antibiotico è la novobiocina che blocca il legame girasi-ATP.
Tra le topoisomerasi delle cellule eucariotiche, le topoisomerasi I e III sono entrambe del tipo I. Esse rilassano il DNA rimuovendo i superavvolgimenti negativi (aumentando Lk). Le topoisomerasi IIα e IIβ, entrambe di tipo II, non riescono a introdurre superavvolgimenti negativi nel DNA come invece possono fare le topoisomerasi batteriche di tipo II, ma possono indurre il rilassamento del superavvolgimento sia negativo che positivo. Nella cellula eucariote il superavvolgimento del DNA è un processo complesso che coinvolge anche altre proteine (istoni) ed enzimi.

## Topoisomerasi e terapia dei tumori
Le topoisomerasi umane sono corrente bersaglio di studio per la terapia dei tumori. Esistono inibitori sia sintetici che di origine naturale di questi enzimi, alcuni dei quali sono entrati in terapia.
Inibitori della topoisomerasi I sono:
- NSC 314622, rimasto nel campo della ricerca di laboratorio;
- necatorone, efficace in alcuni sarcomi;
- camptotecina e suoi derivati (es. il topotecano, l'irinotecano ed il gimatecano) usati correntemente nella terapia dei carcinomi umani (in particolare ca. del colon-retto e dell'ovaio)  e di certi linfomi; l'ultimo derivato chiamato edotecarin, è risultato largamente superiore nei tumori epatici, della laringe, della prostata, dello stomaco, della cervice uterina e del polmone. È anche efficace nei tumori già resistenti al topotecano ed in sperimentazione clinica avviata.

Esempi di inibitori della topoisomerasi II sono invece:
- il lucantone, che è stato usato per i tumori maligni del sangue;
- l'actinomicina D, antibiotico antitumorale usato molto in passato, ora soppiantato da farmaci più efficaci;
- l'adriamicina, uno dei farmaci antitumorali più usati negli schemi di chemioterapia sia per i tumori solidi (in particolare ca. della mammella e sarcomi) ed ematologici (leucemie mieloidi, sarcomi);
- il mitoxantrone, antrachinonico efficace nelle emopatie maligne e sensibilizzante agli effetti delle radiazioni;
- i derivati della epi-podofillotossina etoposide (VP-16) e teniposide (VM-26), diffusamente usati per la cura dei carcinomi;
- l'amsacrina, usata nelle leucemie refrattarie alla terapia convenzionale.